# Raketapparat

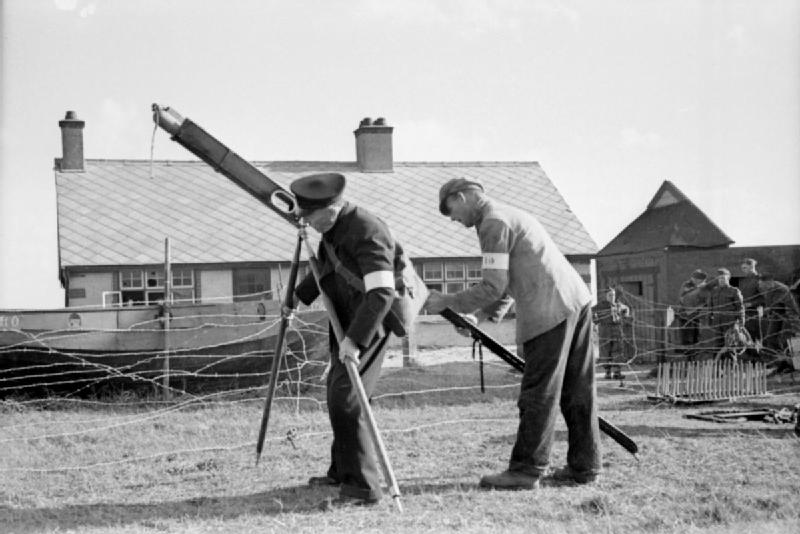
Övning med raketapparat 1940 i Storbritannien

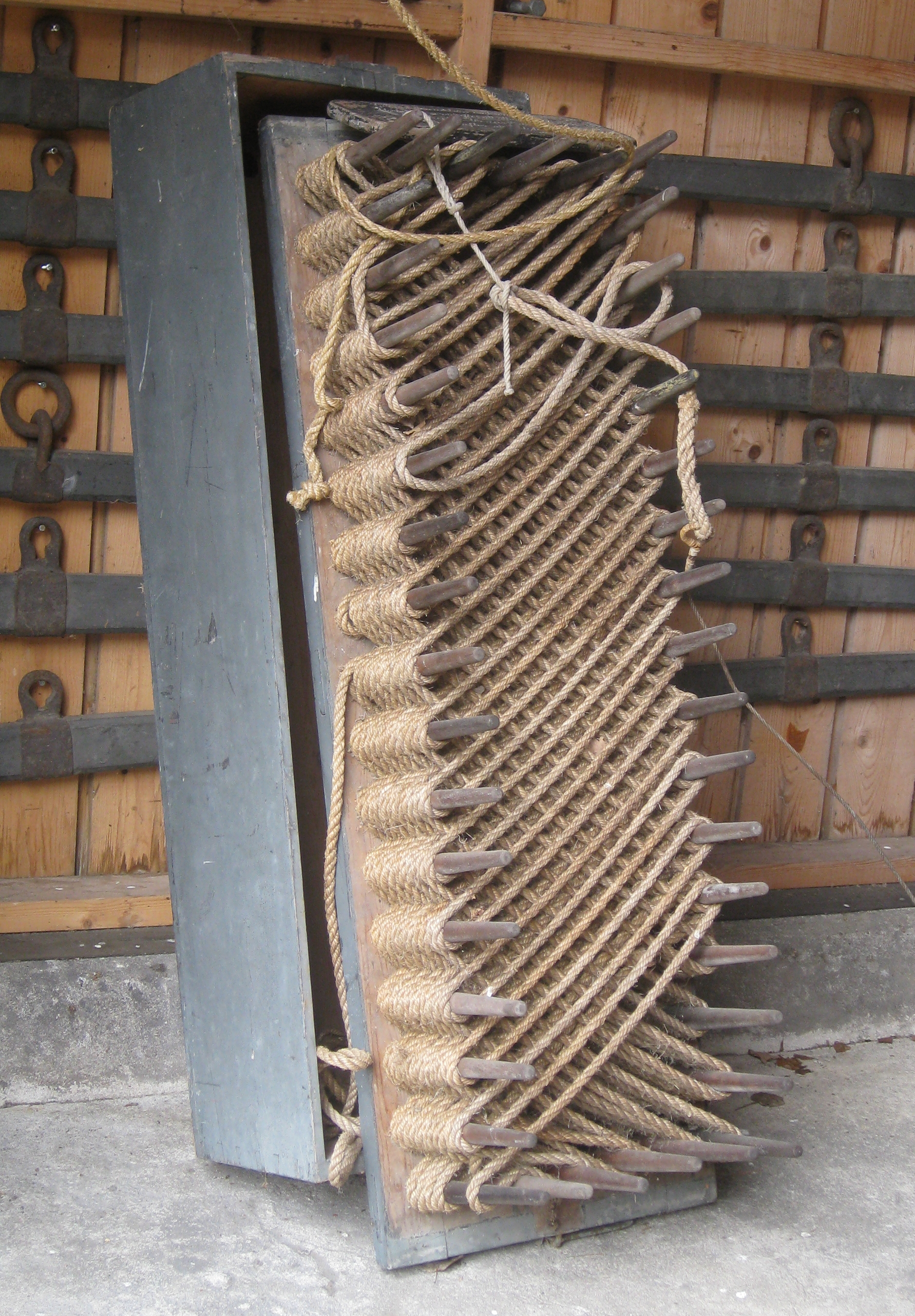
Lina till raketapparat på Sandhammarens räddningsstation

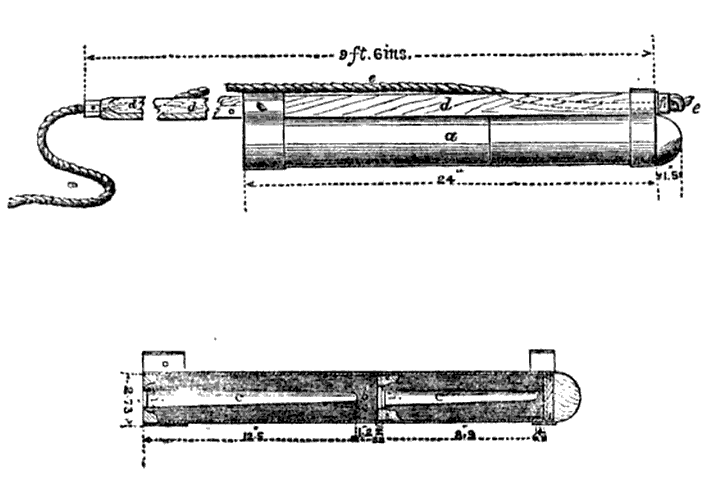
"Rocket Life-Saving Boxer" Mark IV, 1874

En raketapparat var en anordning för att rädda personer ombord på fartyg i sjönöd, som utvecklades framför allt på sjöräddningsstationer i Storbritannien under första hälften av 1800-talet. Den består av en transportabel ramp, från vilken en raket med fastsatt lina kan skjutas ut uppemot 500 meter från stranden till en förlist båt. Ett block fästs därpå högt på fartyget och en enkel linbana ordnas, vilken transporterar de skeppsbrutna i en räddningsstol en och en.
När sjöräddningsväsendet utvecklades i Danmark från 1840-talet och senare i Sverige från 1890-talet, var raketapparater sjöräddningsstationernas huvudutrustning, vid sidan av sjöräddningsbåtarna. Många räddningsstationer var utrustade enbart med raketapparater, till exempel om befolkningsunderlaget var för litet för att rekrytera roddbåtbesättningar, vilka var på uppemot tio–tolv personer.

## Historik
Utveckling av utskjutna linor till förlista fartyg nära stränder skedde från början av 1800-talet. I början sköts de ut med mörsare. Artillerikaptenen George William Mandy (1765–1854) från Norfolk i England lyckades 1808 i Great Yarmouth visa hur en lina sköts ut med en militär standardmörsare till en förlist brigg utanför kusten i Norfolk. Den utskjutna linan var fäst till en tjockare lina, som kunde dras ut till fartyget i sjönöd. Denna lina var till för att sedan dra en båt till fartyget för att föra in besättning och passagerare iland. George William Mandy kompletterade senare sitt system med en metod att hala iland personer i en vagga, som var fäst i linan.
Idén användes därefter, anpassad till andra utskjutningssystem. Henry Trengrouse (1772–1854) förbättrade metodiken genom att använda en raket för att skjuta linan över fartyget och att sedan fästa en räddningsstol i linan för att föra över nödställda en och en. En ända av linan fästes i första hand i en medförd påle i en hästdragen vagn och den andra ändan i det förlista fartyget. Han publicerade 1817 en broschyr om användning av raketer vid skeppsbrott. År 1842 räddades besättningen, med ingripande av Trenggrouse, på ett förlist fartyg utanför Hartlepool med hjälp av en raketapparat. Till slut ersattes Mandys mörsare av raketer.
John Dennett (1780–1852) på Isle of Wight utvecklade metodiken, vilken användes ända fram till 1980-talet. Dennetts raket, med ett stålfodral, vägde omkring tio kilogram, drevs av fyra kilo krut och nådde 230 meter. Han lyckades efterhand öka räckvidden till 370 meter genom att placera två raketer sida vid sida på samma pinne, men dessa hade en otillfredsställande träffsäkerhet.
Apparaten "Rocket Life-Saving Boxer" lanserades 1865. Avfyrningen i två steg bidrog till att minska påfrestningen på linan. Mk IV-versionen hade en räckvidd på 270–420 meter.

## Avveckling
Raketapparater användes som standardutrustning på sjöräddningsstationer in på andra hälften av 1900-talet, trots mellanliggande utveckling av räddningsbåtarnas prestanda. En dansk statlig kommitté som granskade det danska sjöräddningsväsendet, och avlämnade sin rapport 1954, fann de använda raketapparaterna funktionella och föreslog inga förändringar.
Räddningsstationer med enbart raketapparat upprätthölls på den västjylländska Jernkysten in på 1970-talet, till exempel Redningsstation Tuskær.

## Bildgalleri

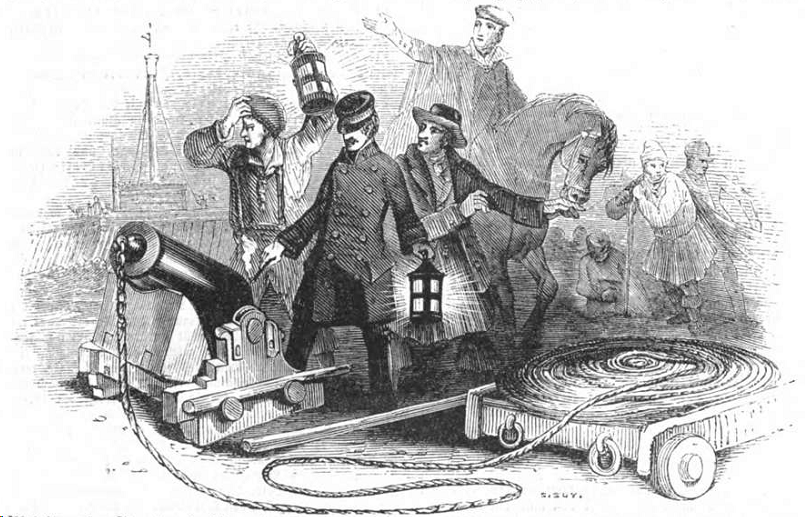
Mandy-mörsare, tecknad 1842
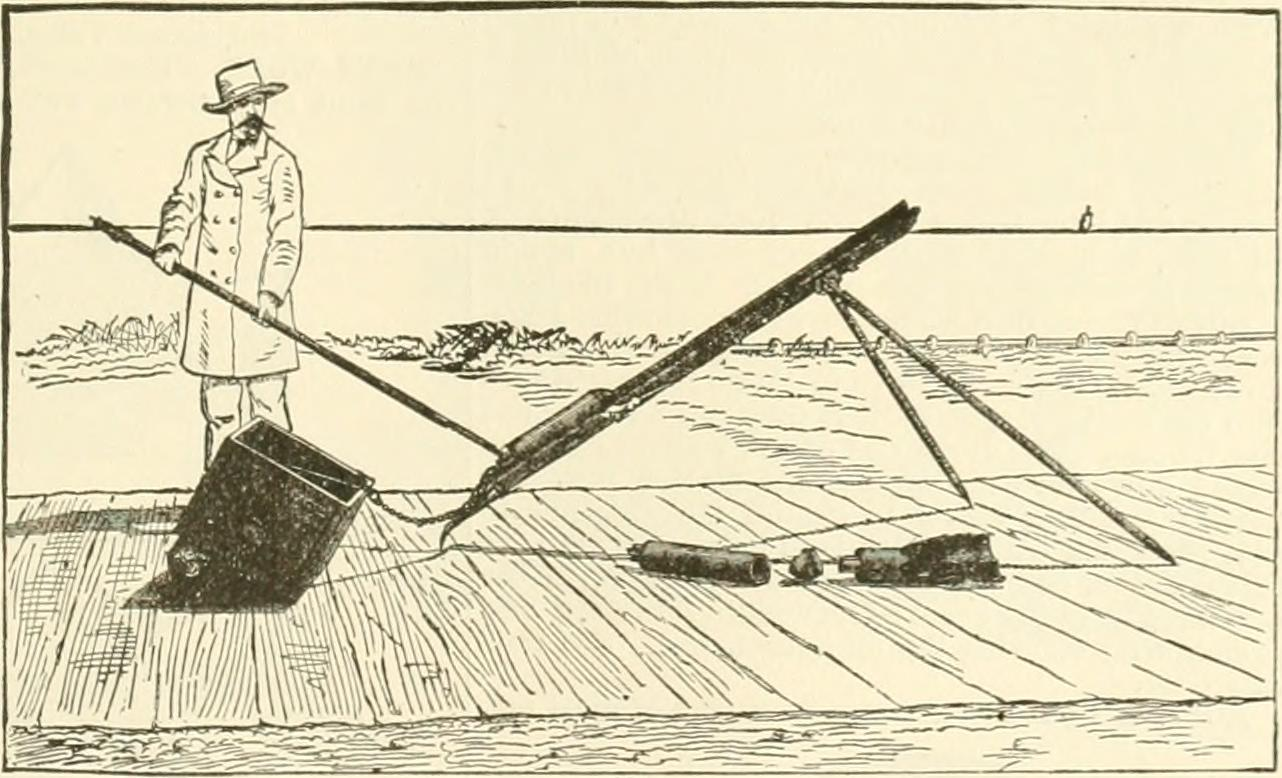
Hoopers raketapparat, 1880
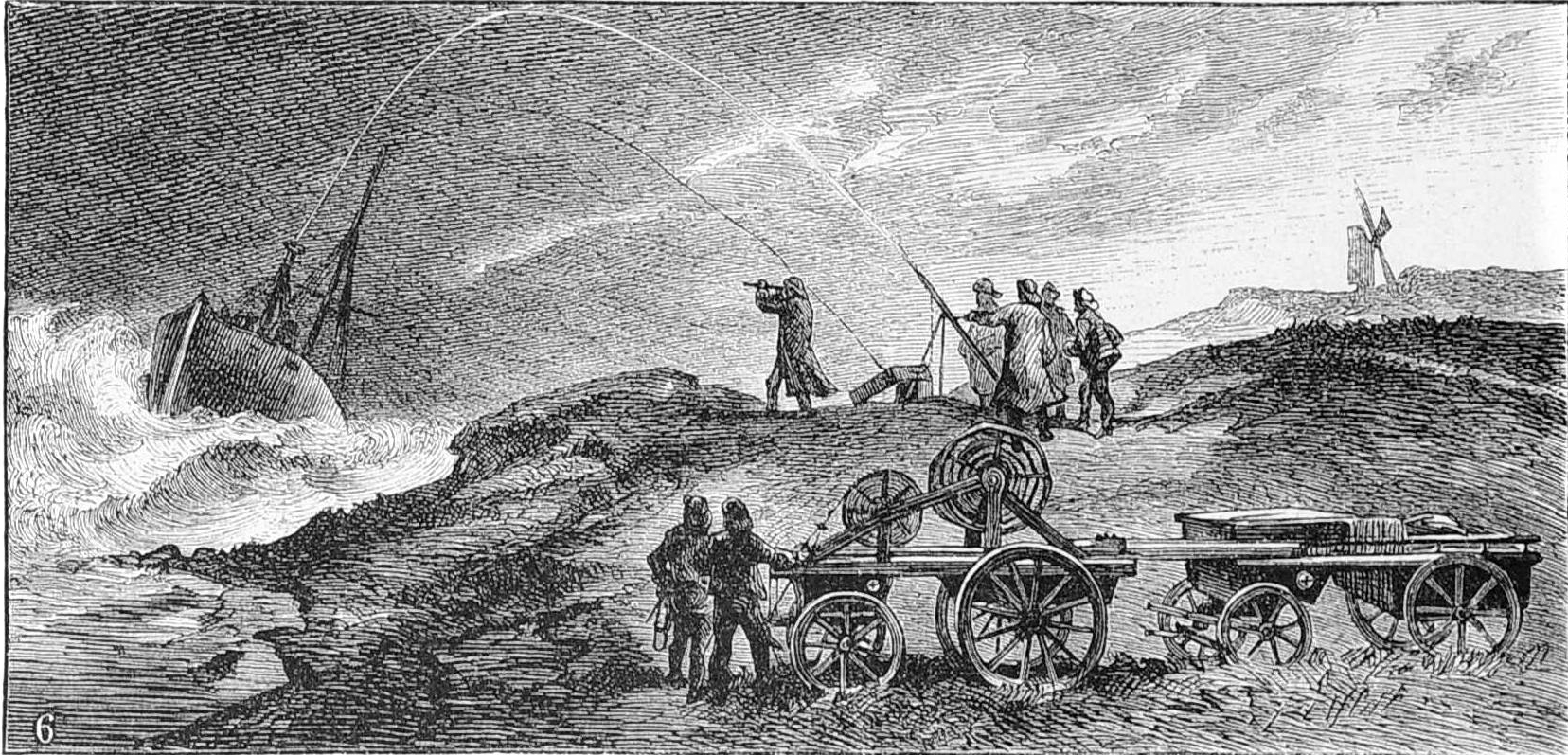
Förlisning i Tyskland, 1880
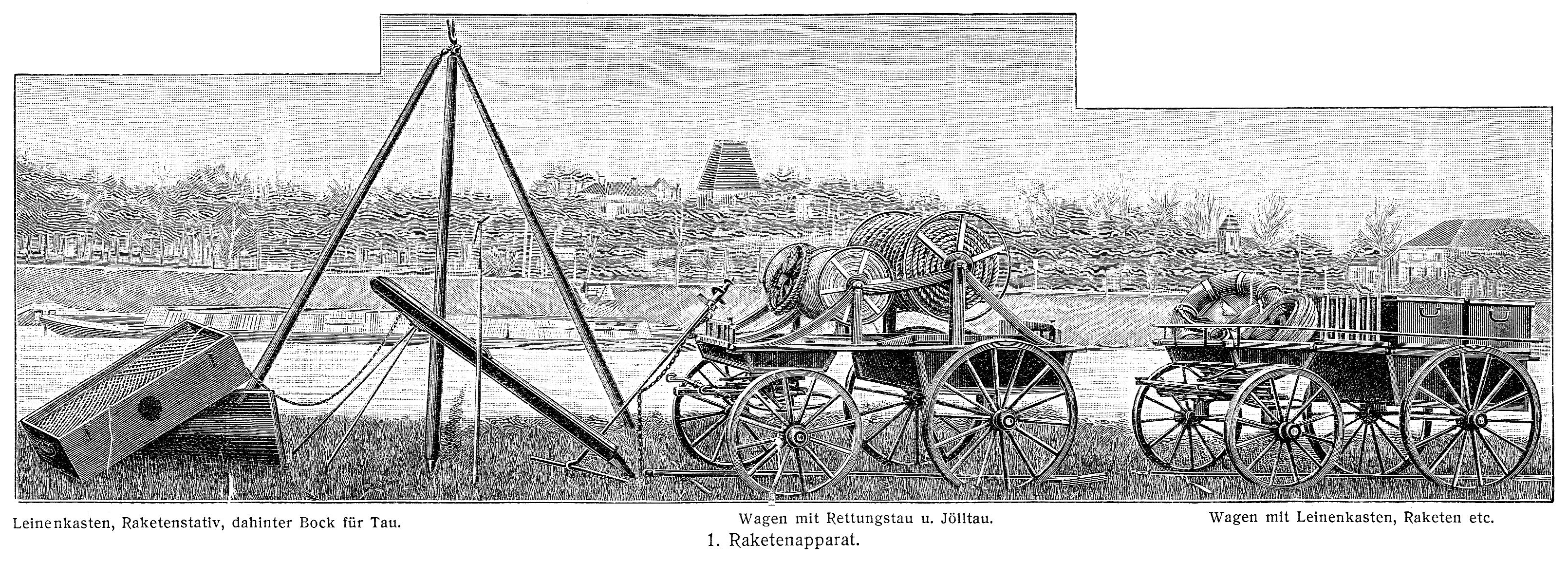
Raketapparatvagnar, omkring 1908
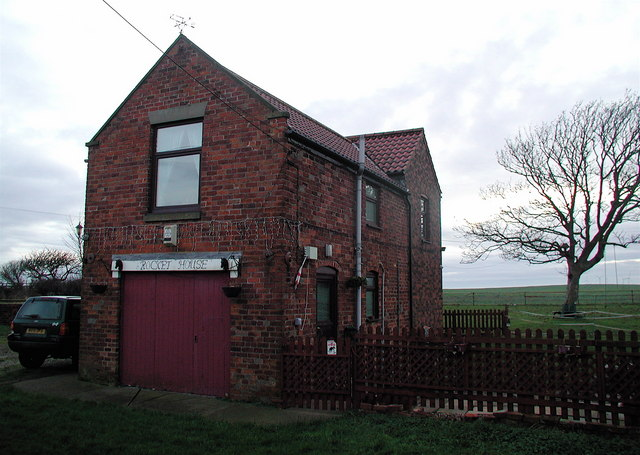
Raketstation Holmpton i Storbritannien
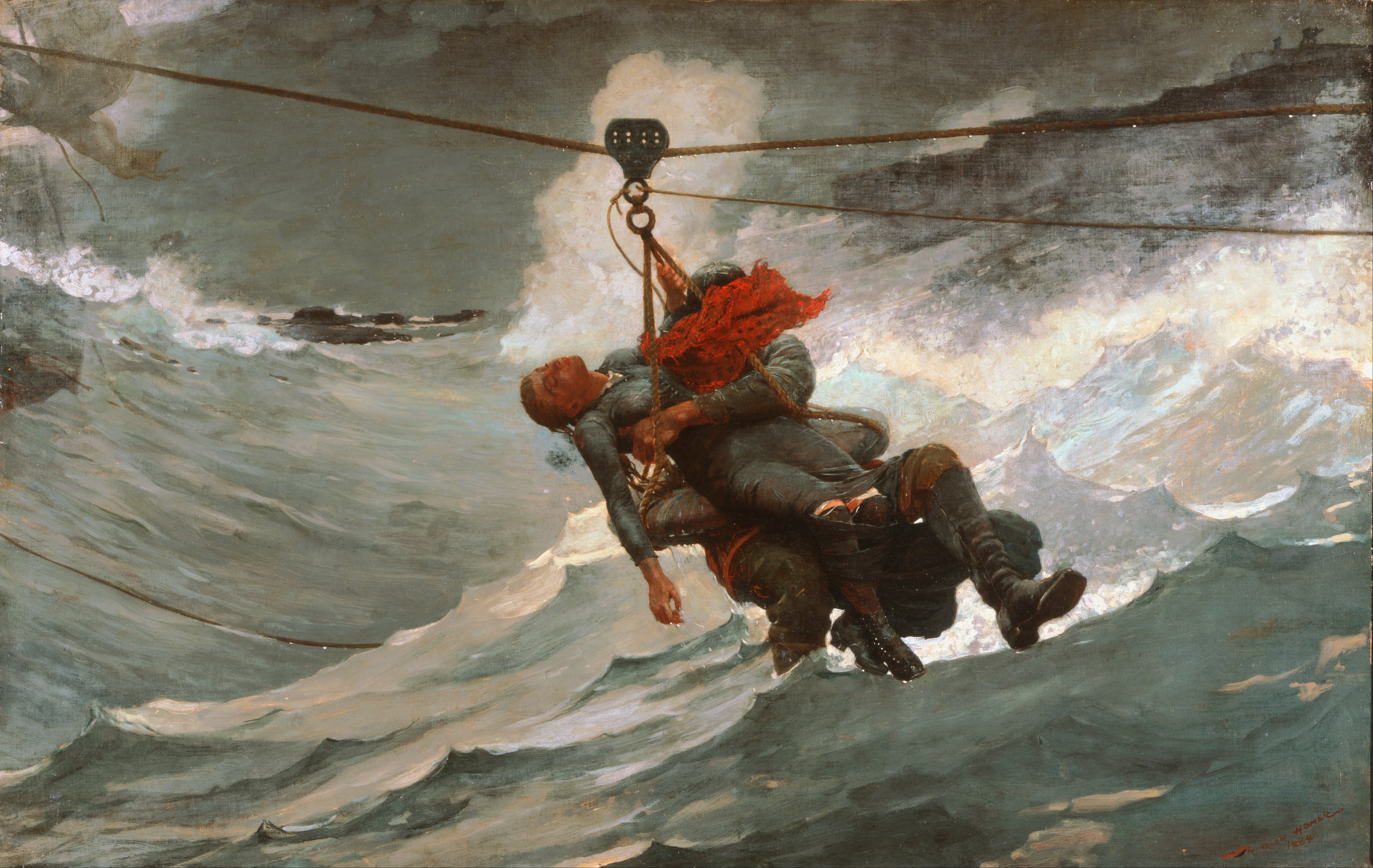
Winslow Homer: The Life Line, 1884